# Rhinotragus sulphureus
Rhinotragus sulphureus là một loài bọ cánh cứng trong họ Cerambycidae.